# 馬拉維湖帶平鰭鮠
馬拉維湖帶平鰭鮠，為輻鰭魚綱鯰形目平鰭鮠科的其中一種，為熱帶淡水魚，分布於非洲馬拉威湖及其支流流域，體長可達3公分，棲息在沙底質、流動的底層水域，生活習性不明。

## 擴展閱讀
維基物種上的相關：馬拉維湖帶平鰭鮠